# Michael Schermi
Michael Schermi (* 17. November 1984 in Rom) ist ein italienischer Schauspieler und Filmschaffender.

## Leben
Schermi wurde am 17. November 1984 in Rom geboren. 2003 nahm er an der Talentshow Amici di Maria De Filippi teil. Erste Schritte als Schauspieler machte er ab 2004 als Theaterschauspieler. Sein Filmschauspieldebüt gab er 2006 in Notte prima degli esami. 2014 spielte er im Fernsehfilm Sein Name war Franziskus in der Rolle des Leone mit. Im Folgejahr war er als Episodendarsteller in der Fernsehserie Allegiance tätig. 2016 wirkte er in den Musikvideos des italienischen Sängers Marco Mengoni zu den Liedern Parole in circolo und Solo due satelliti mit. Im selben Jahr war er in sechs Episoden der Fernsehserie Die Medici in der Rolle des Ricciardo. 2018 spielte er in einer Episode der Fernsehserie Trust mit. 2022 folgten Rollen in den Filmproduktionen Leonora addio und Zwei wie Pech und Schwefel.

## Filmografie (Auswahl)

### Schauspiel
- 2006: Notte prima degli esami
- 2007: Scrivilo sui muri
- 2008: Le cose in te nascoste
- 2009: Feisbum
- 2010: War Games
- 2013: Bios (Kurzfilm)
- 2013: Mr. America
- 2013: La Santa
- 2013: Ehi muso giallo (Kurzfilm)
- 2014: Ti ucciderò (Kurzfilm)
- 2014: A Dark Rome
- 2014: Halina (Kurzfilm)
- 2014: La donna giusta (Kurzfilm)
- 2014: The Red Line (Kurzfilm)
- 2014: Sein Name war Franziskus (Francesco, Fernsehfilm)
- 2014: Ciao, Baby (Kurzfilm)
- 2015: Allegiance (Fernsehserie, Episode 1x07)
- 2015: Non senza di me (Kurzfilm)
- 2016: Caffè
- 2016: La verità sta in cielo
- 2016: Die Medici (I Medici, Fernsehserie, 6 Episoden)
- 2017: Attila (Kurzfilm)
- 2018: Trust (Fernsehserie, Episode 1x08)
- 2019: The First King: Romulus & Remus (Il primo re)
- 2019: The Red Door (La porta rossa, Fernsehserie, 6 Episoden)
- 2020: Le mythe Dior (Kurzfilm)
- 2020: GuineaPig (Kurzfilm)
- 2021: Le indagini di Lolita Lobosco (Fernsehserie, Episode 1x01)
- 2022: Leonora addio
- 2022: Zwei wie Pech und Schwefel (Altrimenti ci arrabbiamo)
- 2022: Siccità
- 2023: Non sono quello che sono
- 2023: Pietre Sommerse (Kurzfilm)

### Filmschaffender
- 2014: Ciao, Baby (Kurzfilm; Drehbuch, Produktion und Regie)
- 2017: Attila (Kurzfilm; Drehbuch)
- 2019: Alla luce del sole (Kurzfilm; Drehbuch und Produktion)

## Theater (Auswahl)
- 2004: Binario Morto, Regie: Barbara Nativi, Teatro della Limonaia
- 2008: OLIO, Regie: Marco Calvani, MIXO' / Associazione Teatrale Pistoiese
- 2011: Dignità Autinime di Prostituzione, Regie: Luciano Melchionna, Film Master S.R.L. Theater
- 2012: Roba di questo mondo, Regie: Neil LaBute, Mixò/La Mama NY
- 2015: I Ragazzi del Cavalcavia, Regie: Erika Z. Galli und Martina Ruggeri, Industria Indipendente
- 2018: 1, 2, 3, Stella, Regie: Giulia Grandinetti
- seit 2020: Io Non Sono Nessuno, Regie: Emilia Verginelli